# سانتياجو فينتورا

## روابط إضافية
- سانتياجو فينتورا على موقع رابطة محترفي التنس (الإنجليزية)
- سانتياجو فينتورا على موقع الاتحاد الدولي لكرة المضرب (الإنجليزية)
- سانتياجو فينتورا على موقع خلاصة التنس.كوم (الإنجليزية)
- سانتياجو فينتورا على موقع إي إس بي إن.كوم (الإنجليزية)
- Ventura Recent Match Results
- Ventura World Ranking History